# BR-070

Straßenschild

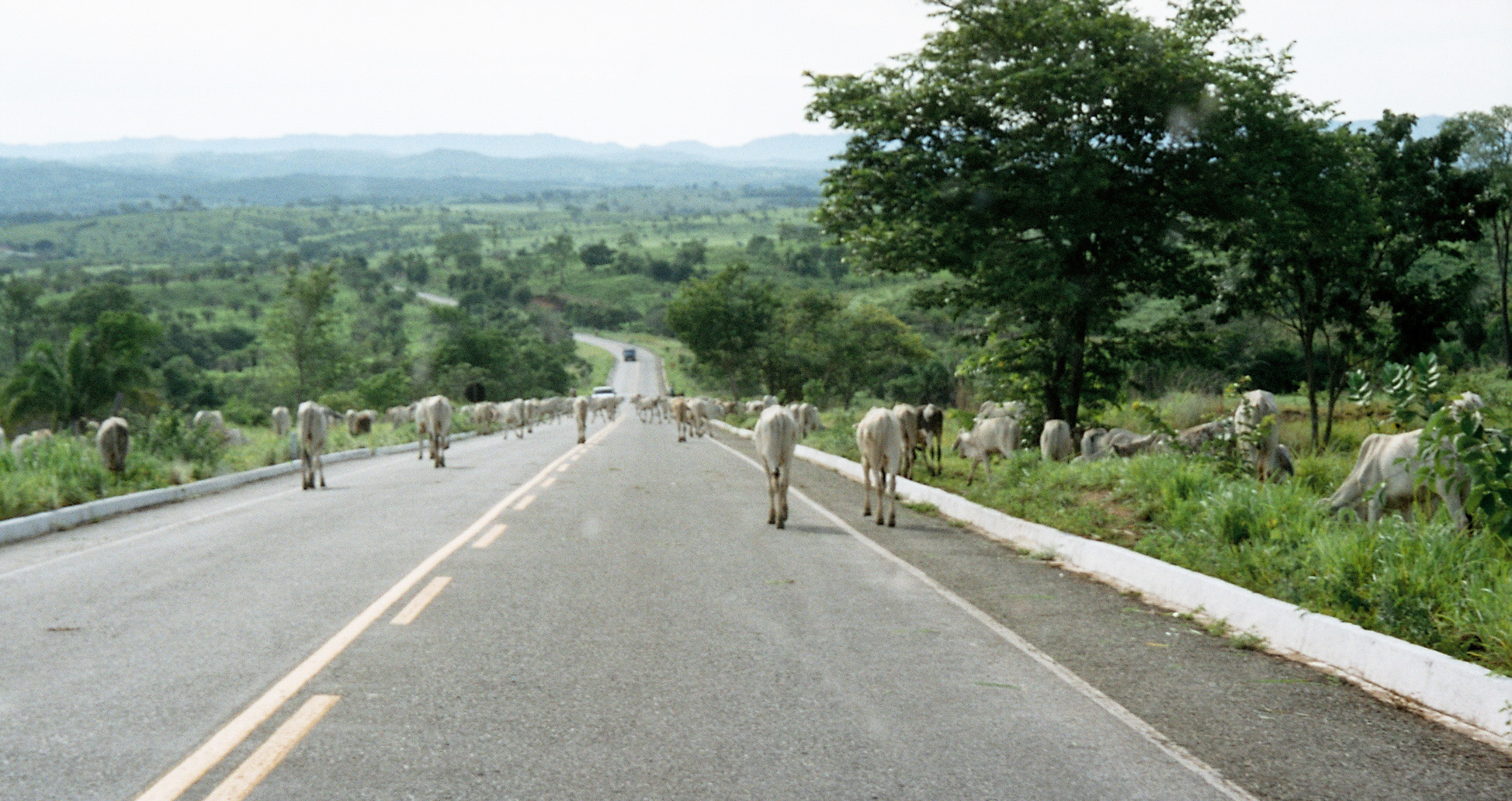
BR-070 zwischen Jussara (Goiás) und Goiás Velho mit der Serra Dourada im Hintergrund

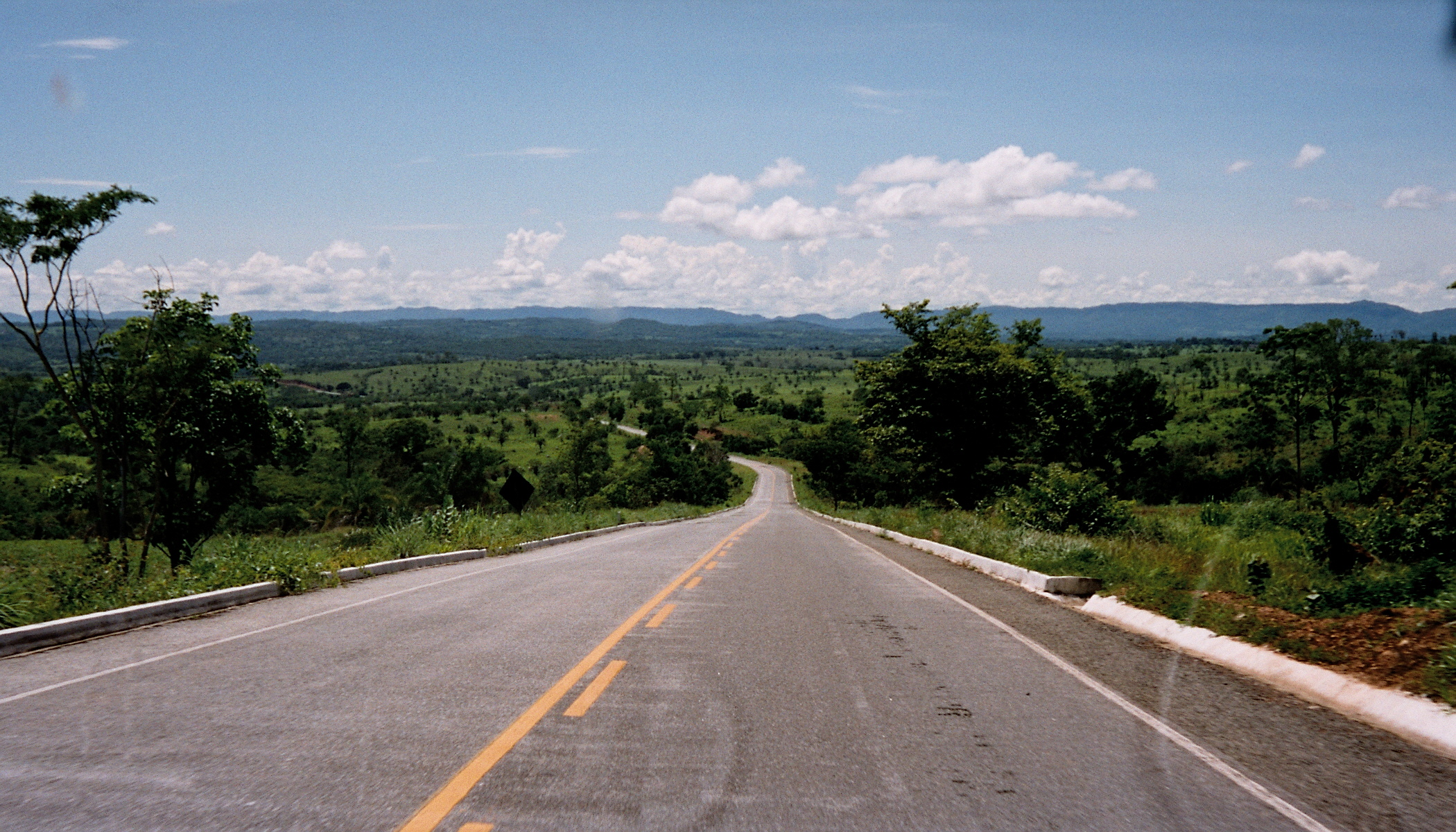
BR-070 zwischen Jussara (Goiás) und Goiás Velho

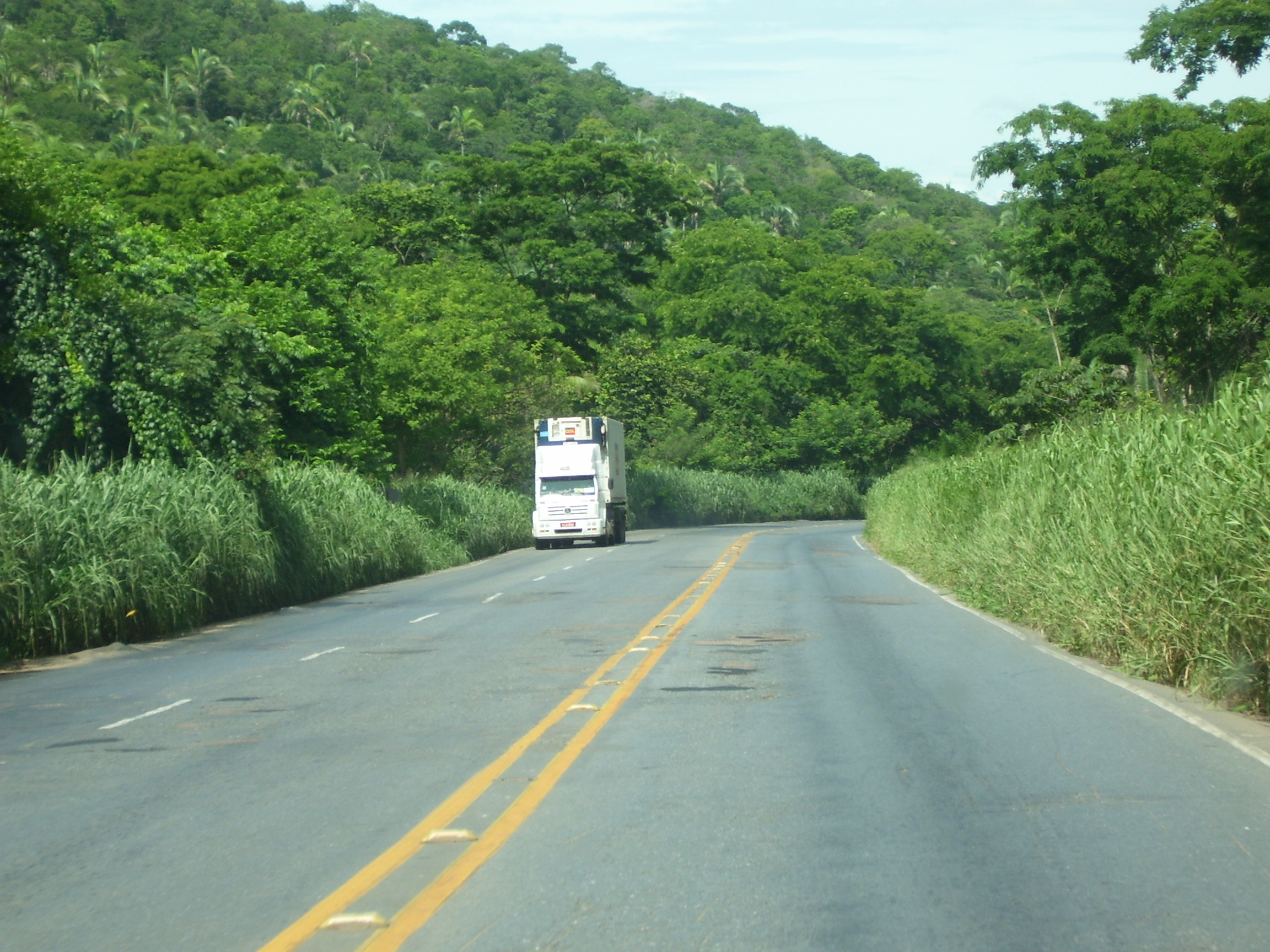
BR-070-MT bei Serra de São Vicente in Mato Grosso

Die BR-070 ist eine radial angelegte brasilianische Bundesstraße, die ausgehend von der brasilianischen Hauptstadt Brasília nach Westen die Region Mittelwesten von Brasilien durchquert. Sie führt ausgehend vom Bundesdistrikt durch die Bundesstaaten Goiás und Mato Grosso. Sie endet kurz vor der Grenze zu Bolivien in Porto Corixó (Gemeinde Cáceres-MT). Der längste Teil der Straße führt durch die für Zentral-Brasilien typischen Cerrados (Savannen). In Mato Grosso führt sie nördlich entlang dem Pantanal, einem der größten Binnenland-Feuchtgebiete der Erde und ein UNESCO-Welterbe.
Die BR-070 führt von Ost nach West, nebst anderen, durch die folgenden Ortschaften:
- Brasília (DF)
- Águas Lindas de Goiás (GO)
- Itaguari
- Itaberaí, südliche Abzweigung der GO-070 nach Goiânia
- Goiás Velho
- Itapirapuã, nördliche Abzweigung der GO-070 nach Aruanã
- Jussara
- Aragarças
- Barra do Garças (Mato Grosso)
- Primavera do Leste
- Campo Verde
- Cuiabá
- Cáceres (MT)
- San Matías (Bolivien)

Ihre Länge beträgt 1333,3 km (zum Vergleich: Die längste deutsche Straße, die A7 hat 945,6 km).